# Samsung i847 Rugby Smart
Samsung Rugby Smart (SGH-i847) a fost un smartphone Android robust fabricat de Samsung, destinat utilizării în rețeaua AT&T Mobility. Telefonul era capabil de 3,5G, dar nu avea suport LTE. A fost rezistent la praf și vibrații, precum și rezistent la apă la o adâncime de 1 metru pentru 30 de minute, câștigând un grad de protecție de IP67.

## Recepţie
Samsung Rugby Smart a fost evaluat cu 4 stele din 5 de către PC Magazine și selectat drept alegerea editorilor. Phone Arena a marcat cu 7½ din 10. CNET a evaluat smartphone-ul cu 3½ stele din 5. 

## Samsung Galaxy Rugby Pro
În octombrie 2012, Samsung și AT&T au anunțat Samsung Galaxy Rugby Pro (SGH-i547), un succesor al Rugby Smart care include o durabilitate similară și, de asemenea, este livrat cu un ecran rezistent la zgârieturi, ceea ce îi lipsea modelului său anterior. Acest smartphone robust a trecut teste de specificații militare, cum ar fi supraviețuirea în ploaie și nisip, umiditate ridicată și șoc termic. Vine cu funcțiile push-to-talk, dar are capacitate LTE și un Procesor de 1.5 GHz care rulează Android 4.0 ICS. 